# Cosworth 4WD
Cosworth 4WD – samochód Formuły 1, zaprojektowany w 1969 roku przez Robina Herda dla firmy Cosworth. Nigdy nie wziął udziału w wyścigu, a jego głównym przeznaczeniem było przeprowadzanie testów przez Trevora Taylora i Mike'a Costina w celu poprawienia trakcji samochodów napędzanych przez silniki Cosworth DFV. Jedyny samochód Formuły 1 zbudowany przez Coswortha.

## Koncept
Firma Cosworth dostarczała silniki dla zespołów Formuły 1 od sezonu 1963, a od sezonu 1967 rozwijała jednostki DFV. W sezonie 1968 wyszło na jaw, że samochody napędzane silnikami Coswortha mimo ogromnej przewagi nad konkurencją mają problemy przy skręcaniu. Cosworth chciał rozwiązać ten problem. W tym celu zatrudniono byłego inżyniera i projektanta McLarena, Robina Herda, by zaprojektował pierwszy w historii Formuły 1 samochód konstrukcji Coswortha, dzięki któremu firma zamierzała znaleźć i wyeliminować przyczyny problemów ze skręcaniem. Cosworth otrzymał finansowe wsparcie firmy Ford i przystąpił do konstruowania samochodu. Herd zaznaczył później, że innym powodem próby skonstruowania własnego samochodu była chęć Coswortha do znalezienia się w centrum uwagi.

## Konstrukcja
Podstawowym założeniem firmy Cosworth było wykorzystanie technologii pozyskanej przy budowie silników i zastosowanie jej przy budowie samochodu.
Herd założył, że samochód będzie lepiej skręcał, jeśli będzie miał napęd na cztery koła. Po raz ostatni rozwiązanie to zastosowano w BRM P67 z roku 1964. Poza zastosowaniem rzadko spotykanego w Formule 1 napędu zdecydowano również, że nadwozie będzie miało radykalny, kanciasty kształt, a do jego budowy zastosuje się mallite – rodzaj laminatów. Uznano, że kształty samochodu poprawią jego aerodynamikę. W przeciwieństwie do pozostałych samochodów Formuły 1 z napędem na cztery koła, Cosworth nie korzystał z układu przeniesienia napędu Fergusona, a zastosował swój (projekt Keitha Duckwortha), wyprodukował również nową skrzynię biegów. Odlew silnika DFV wykonano z magnezu, co firma chciała przetestować, widząc w tym "przyszłość" Formuły 1. Odlanie silnika z magnezu miało na celu także zmniejszyć jego wagę, a zyski z tego tytułu zostały wykorzystane do wstawienia dodatkowych części do układu przeniesienia napędu. By polepszyć zachowanie centralnego dyferencjału, silnik był umieszczony odwrotnie niż w przypadku innych samochodów napędzanych przez silniki DFV. Silnik V8 o pojemności 2993 cm³ rozwijał moc około 410 KM przy 9000 rpm. Sprzęgło było umieszczone z przodu, podobnie jak w innych samochodach Formuły 1 z napędem 4WD. Charakterystyczne dla samochodu były długie sekcje boczne.
Samochód był wyposażony w dwa "pływaki" między kołami, połączone obciążonymi warstwami podłogi i przegrodami z magnezu. W przednim "pływaku" znajdował się dyferencjał. Skrzynia biegów była wyposażona w wał napędowy doprowadzający napęd do centralnego dyferencjału, umieszczonego pod ukosem i znajdującego się po prawej stronie kierowcy; z tego powodu kokpit był przesunięty nieco w lewo. Przedni i środkowy wał biegły przed długość rozstawu osi, a tylny znajdował się z tyłu silnika. Skrzynia biegów przenosiła moc do tylnego dyferencjału. Dzięki umieszczeniu półosi wewnątrz samochodu można było użyć tarcz hamulcowych tak z przodu, jak i z tyłu. Mimo takiego rozwiązania układu napędowego Herd powiedział później:

To było prawdopodobnie raczej płytkie myślenie. Gdybyśmy wszyscy pomyśleli trochę dłużej, prawdopodobnie zdalibyśmy sobie sprawę, że ze względu na tendencje, które wówczas występowały, napęd na cztery koła nie był praktyczny.

Samochód miał dwa kształty. Pierwotna wersja miała wąskie kliny, tylny spojler w kształcie tacy do herbaty oraz chłodnicę oleju na szczycie silnika. Późniejsza wersja była wyposażona w mniejszy tylny spojler, a kliny z przodu samochodu zostały rozszerzone na całą jego szerokość.

## Testowanie
W 1969 roku nastąpił boom na samochody 4WD w Formule 1; poza Cosworthem 4WD w tamtym roku pojazdami z napędem na cztery koła były także McLaren M9A, Lotus 63 i Matra MS84.
W 1968 roku Cosworth nakłonił Jima Clarka, by po zakończeniu sezonu testował dla nich samochód. Clark zginął jednak w wypadku na torze Hockenheimring. Mimo tego faktu Cosworth kontynuował rozwijanie projektu. Testerami Coswortha 4WD zostali zatem Trevor Taylor oraz współzałożyciel Coswortha, Mike Costin. Pierwszym problemem okazało się umieszczenia zbiornika oleju. W celu poprawy rozkładu masy został on umieszczony z tyłu, bezpośrednio za kierowcą, co powodowało znaczny dyskomfort. Zbiornik został zatem przeniesiony za silnik, przeprojektowano również przedni wał. Samochód był stosunkowo przyczepny, ale jego głównym problemem, charakterystycznym jak się okazało dla samochodów 4WD Formuły 1, pozostawała podsterowność. Robin Herd zauważył ten problem, o czym mówił później:

Docisk z przodu był o wiele większy niż zakładałem, ale nigdy nie udało nam się zbalansować tyłu. Były też przygody z mechanizmem różnicowym i nikt, kto zasiadł za kierownicą, nie czuł, że auto jest właściwie zbalansowane.

Próbowano w związku z tym stosować przedni dyferencjał o ograniczonym poślizgu, co nie dało jednak oczekiwanych rezultatów. Jackie Stewart po przejechaniu tym samochodem kilkunastu okrążeń powiedział o nim: "jest tak ciężki z przodu, że kiedy wchodzisz w zakręt, całość skręca tobą; samochód przejmuje nad tobą kontrolę", co potwierdziło fakt, że problemów nie udało się wyeliminować. Chociaż początkowo planowano wystawić samochód do Grand Prix Wielkiej Brytanii, to jednak przed tymże Grand Prix na skutek problemów z modelem oraz odejścia Herda do Marcha zarzucono dalsze projektowanie i testowanie samochodu.

## Dalsze losy modelu
W 1971 roku Cosworth przekazał model wraz z częściami muzeum znajdującemu się przy torze Donington, Donington Grand Prix Collection. Następnie pojazd zakupiło australijskie York Motor Museum. W 2009 roku samochód wystawiono na aukcję, jednakże nie został on sprzedany.

## Opinie
Zastosowany w modelu 4WD, odlany z magnezu silnik jest opisywany przez dziennikarzy Formuły 1 jako prezentujący przyszłościowy jak na 1969 rok tok myślenia, co jednak nie szło w parze z toporną techniką budowy nadwozia. Podkreślano, iż głównym problemem samochodu był napęd 4WD. Robin Herd uważał, iż samochód pod pewnymi warunkami mógł mieć potencjał, a nawet być przełomem w Formule 1:

Gdyby Keith postanowił zbudować normalny samochód z napędem na jedną oś i przyciągnął z Lotusa Jima Clarka, to historia wyścigów samochodowych mogłaby wyglądać zupełnie inaczej.

## Wyniki w Formule 1
| Legenda oznaczeń w tabelach wyników Wyświetl szablon na nowej stronie | Legenda oznaczeń w tabelach wyników Wyświetl szablon na nowej stronie                                                                     |
| Oznaczenie                                                            | Wyjaśnienie |
| --------------------------------------------------------------------- | --- |
| Złoty                                                                 | Zwycięzca lub mistrzostwo |
| Srebrny                                                               | 2. miejsce lub wicemistrzostwo |
| Brązowy                                                               | 3. miejsce lub II wicemistrzostwo |
| Zielony                                                               | Ukończył, punktował (w klasyfikacji generalnej, gdy zdobył co najmniej jeden punkt na przestrzeni sezonu, poza trzema powyższymi opcjami) |
| Niebieski                                                             | Ukończył, nie punktował (w klasyfikacji generalnej, gdy nie zdobył co najmniej jednego punktu na przestrzeni sezonu)                      |
| Czerwony                                                              | Nie zakwalifikował się (NZ) |
| Czerwony                                                              | Nie prekwalifikował się (NPK) |
| Różowy                                                                | Nie ukończył (NU) |
| Różowy                                                                | Niesklasyfikowany (NS) (w klasyfikacji generalnej, gdy nie został sklasyfikowany w żadnym wyścigu sezonu)                                 |
| Czarny                                                                | Zdyskwalifikowany (DK) |
| Czarny                                                                | Wykluczony (WYK/EX) |
| Biały                                                                 | Nie wystartował (NW) |
| Biały                                                                 | Kontuzjowany (K/INJ) |
| Biały                                                                 | Wyścig odwołany (OD/C) |
| Bez koloru                                                            | Został wycofany (WYC/WD) |
| Bez koloru                                                            | Nie przybył (NP/DNA) |
| Bez koloru                                                            | Nie brał udziału w treningach (NT/DNP) |
| Bez koloru                                                            | Nie został zgłoszony (–) |
| Pogrubienie                                                           | Start z pole position |
| Kursywa                                                               | Najszybsze okrążenie wyścigu |
| †                                                                     | Nie ukończył, ale jego rezultat został zaliczony ze względu na przejechanie więcej niż 90% dystansu wyścigu.                              |
| *                                                                     | Sezon w trakcie |
| 1/2/3                                                                 | Punktowana pozycja w sprincie |
| Lista systemów punktacji Formuły 1                                    | |

| - | - | - | - | - | WD | - | - | - | - | - | 0 | NS | 0 | NS |